# Babylon by Bus
A Babylon By Bus egy Bob Marley & The Wailers koncertalbum 1978-ból.

## Számok
A számokat a megjelöltek kivételével Bob Marley írta.

### A oldal
1. "Positive Vibration" (Vincent Ford)
2. "Punky Reggae Party" (Bob Marley/Lee Perry)
3. "Exodus"

### B oldal
1. "Stir It Up"
2. "Rat Race" (Rita Marley)
3. "Concrete Jungle"
4. "Kinky Reggae"

### C oldal
1. "Lively Up Yourself"
2. "Rebel Music (3 O'Clock Roadblock)" (Aston Barrett/Hugh Peart)
3. "War / No More Trouble" (Alan Cole/Carlton Barrett/Bob Marley)

### D oldal
1. "Is This Love"
2. "Heathen"
3. "Jamming"